# Юсупов, Бабарахмат
Бабарахмат Юсупов (1912 год, Туркестанский край, Российская империя — неизвестно, Денауский район, Сурхандарьинская область, Узбекская ССР) — председатель колхоза имени Сталина Денауского района Сурхан-Дарьинской области, Узбекская ССР. Герой Социалистического Труда (1957). Депутат Верховного Совета СССР 5-го созыва.

## Биография
Родился в 1912 году в крестьянской семье в одном из сельских населённых пунктов современной Сурхандарьинской области. Получил неполное среднее образование. Трудился в личном сельском хозяйстве. После коллективизации в 1930-х годах вступил в местный колхоз имени Сталина Денауского района. В 1943 году избран председателем этого же колхоза. С 1945 года член ВКП(б).
В послевоенные годы за короткий срок вывел производство хлопка-сырца на довоенный уровень. За высокие показатели по итогам 1949 года был награждён Орденом Ленина.
В 1956 году колхоз сдал государству высокие урожай хлопка-сырца. Колхоз занял передовое место в социалистическом соревновании среди хлопководческих хозяйств Денауского района. Указом Президиума Верховного Совета СССР от 11 января 1957 года удостоен звания Героя Социалистического Труда за «выдающиеся успехи, достигнутые в деле развития советского хлопководства, широкое применение достижений науки и передового опыта в возделывании хлопчатника, получение высоких и устойчивых урожаев хлопка-сырца» с вручением ордена Ленина и золотой медали «Серп и Молот» (№ 7593).
Избирался депутатом Совета Союза Верховного Совета СССР 5-го созыва от Сурхан-Дарьинской области (1958—1962).
После выхода на пенсию проживал в Денауском районе. Дата смерти не установлена.
Награды
- Герой Социалистического Труда
- Орден Ленина — дважды (16.01.1950; 1957)
- Орден Трудового Красного Знамени (06.02.1947)
- Медаль «За трудовую доблесть» (25.12.1944)